# Lisanne de Witte
Lisanne de Witte (Vlaardingen, 10 settembre 1992) è una velocista olandese, specializzata nei 400 metri piani.
I suoi primati della specialità sono di 50"77, stabilito outdoor, e 51"90, stabilito indoor.

## Biografia
Il 7 marzo 2014 vola a Sopot per partecipare ai mondiali indoor 2014. Superata con facilità la batteria approda alle semifinali dove si piazza terza posizione con un tempo di 53"12, ma viene successivamente squalificata per aver provocato la caduta della ceca Denisa Rosolová.
Nell'estate del 2016 prende parte alla staffetta 4×400 m dei Giochi olimpici di Rio de Janeiro 2016, assieme a Madiea Ghafoor, Nicky van Leuveren e alla sorella Laura de Witte. In tale circostanza, malgrado l'eliminazione alle batterie, la squadra olandese è in grado di migliorare il primato nazionale a 3'26"98.
Il 24 giugno 2017 rappresenta i Paesi Bassi agli europei a squadre di Lilla, dove con un nuovo primato personale da 51"71 si piazza al primo posto nei 400 metri piani, davanti all'ucraina Olha Zemlyak (51"88) e alla tedesca Laura Müller (52"09). Assieme al successo di Kupers negli 800 metri uomini si tratta però dell'unico oro per i Paesi Bassi, che con 175 punti complessivi sono retrocessi in First League. Negli anni successivi si impone come staffettista nella 4x400 metri, disciplina nella quale ha ottenuto diverse medaglie d'oro mondiali ed europee, sia indoor sia outdoor. Nel 2024 conquista la medaglia d'argento nella staffetta 4x400 metri alle Olimpiadi di Parigi.

## Progressione
| Stagione | Tempo | Luogo             | Data      | Rank. Mond. |
| -------- | ----- | ----------------- | --------- | ----------- |
| 2017     | 51"71 | Villeneuve-d'Ascq | 24-6-2017 |             |
| 2016     | 52"14 | Birmingham        | 5-6-2016  |             |
| 2015     | 52"53 | Bruxelles         | 11-9-2015 |             |
| 2013     | 52"92 | Amsterdam         | 21-7-2013 |             |

## Palmarès
| Anno | Manifestazione  | Sede           | Evento        | Risultato  | Prestazione | Note                                                      |
| ---- | --------------- | -------------- | ------------- | ---------- | ----------- | --------------------------------------------------------- |
| 2013 | Europei U23     | Tampere        | 400 m piani   | 8ª         | 53"97       |                                                           |
| 2014 | Mondiali indoor | Sopot          | 400 m piani   | Semifinale | dq          |                                                           |
| 2016 | Mondiali indoor | Portland       | 400 m piani   | Semifinale | 53"41       |                                                           |
| 2016 | Europei         | Amsterdam      | 400 m piani   | Semifinale | 52"37       |                                                           |
| 2016 | Europei         | Amsterdam      | 4×400 m       | 7ª         | 3'29"23     |                                                           |
| 2016 | Giochi olimpici | Rio de Janeiro | 4×400 m       | Batteria   | 3'26"98     | Record nazionale                                          |
| 2017 | Europei indoor  | Belgrado       | 400 m piani   | Semifinale | 54"81       |                                                           |
| 2017 | Mondiali        | Londra         | 400 m piani   | Batteria   | 52"48       |                                                           |
| 2017 | Mondiali        | Londra         | 4×400 m       | Batteria   | dq          |                                                           |
| 2018 | Europei         | Berlino        | 400 m piani   | Bronzo     | 50"77       | Record nazionale                                          |
| 2019 | Europei indoor  | Glasgow        | 400 m piani   | Bronzo     | 52"34       | Miglior prestazione personale                             |
| 2019 | World Relays    | Yokohama       | 4x400 m       | 9ª         | 3'30"07     |                                                           |
| 2019 | Mondiali        | Doha           | 400 m piani   | Semifinale | 51"41       |                                                           |
| 2019 | Mondiali        | Doha           | 4×400 m       | 7ª         | 3'27"89     |                                                           |
| 2021 | Europei indoor  | Toruń          | 400 m piani   | Semifinale | 53"10       |                                                           |
| 2021 | Europei indoor  | Toruń          | 4×400 m       | Oro        | 3'27"15     | Record dei campionati                                     |
| 2021 | World Relays    | Chorzów        | 4×400 m       | 4ª         | 3'30"12     |                                                           |
| 2021 | Giochi olimpici | Tokyo          | 400 m piani   | Semifinale | 52"09       |                                                           |
| 2021 | Giochi olimpici | Tokyo          | 4×400 m       | 6ª         | 3'23"74     | Record nazionale                                          |
| 2021 | Giochi olimpici | Tokyo          | 4×400 m mista | 4º         | 3'10"36     |                                                           |
| 2022 | Mondiali indoor | Belgrado       | 4×400 m       | Argento    | 3'28"57     | Miglior prestazione personale stagionale                  |
| 2022 | Europei         | Monaco         | 4×400 m       | Oro        | 3'20"87     | Record nazionale · Miglior prestazione europea stagionale |
| 2023 | Europei indoor  | Istanbul       | 400 m piani   | Batteria   | 53"61       |                                                           |
| 2023 | Mondiali        | Budapest       | 4×400 m       | Oro        | 3'20"72     | [ 1 ]                                                     |
| 2024 | Mondiali indoor | Glasgow        | 4×400 m       | Oro        | 3'25"07     | Record nazionale                                          |
| 2024 | World Relays    | Nassau         | 4×400 m       | Batteria   | 3'28"10     |                                                           |
| 2024 | Europei         | Roma           | 4x400 m       | Oro        | 3'22"39     | Miglior prestazione europea stagionale                    |
| 2024 | Giochi olimpici | Parigi         | 4x400 m       | Argento    | 3'19"50     | Record nazionale                                          |